# 奧特克里克鎮區 (堪薩斯州格林伍德縣)
奧特克里克鎮區（英語：Otter Creek Township）為美國堪薩斯州格林伍德縣轄下的鎮區。2010年美国人口普查中此鎮區人口有209人。

## 地理
奧特克里克鎮區涵蓋總面積為291.9平方（112.70平方英里），其中陸地面積為291.0平方（112.36平方英里），水域面積為0.88平方（0.34平方英里）或0.30%。海拔高度350（1,150英尺）。

## 人口統計
根據2010年美國人口普查，奧特克里克鎮區人口有209人，其中男性有118人，女性有91人，人口密度為每平方公里0.72人，住房計134戶。鎮區內的白人有194人，非裔美國人有5人，美洲原住民有6人，亞裔美國人有0人，太平洋島裔美國人有0人，其他種族有0人，混血種族則有4人。此外鎮區內有11人為西班牙裔或拉丁裔美國人。此鎮區之年齡中位數為45.1歲，而男性年齡中位數為42.7歲，女性年齡中位數為47.8歲。

## 交通

### 主要公路
- 400號美國國道